# Vera & Giuliano
Vera & Giuliano è un film del 2020 diretto da Fabrizio Corallo che racconta la storia d'amore tra Vera Pescarolo e suo marito, il regista Giuliano Montaldo.

## Trama
Vera & Giuliano racconta la storia del grande amore e del lungo sodalizio che lega il regista Giuliano Montaldo e la  moglie Vera Pescarolo. Il film narra con ironia e commozione sessant'anni di vita in comune. Il cinema, i viaggi, le amicizie e le aspirazioni di un uomo e una donna, delle loro famiglie ma anche un importante pezzo di storia del cinema italiano fa da sfondo a quella che rimane una grande storia d'amore.

## Produzione
Il film, ideato da Rai Cinema, per celebrare i novant'anni del regista, è stato girato interamente nella casa romana della coppia.

## Distribuzione
Il film è stato presentato in anteprima alla 15 edizione della Festa del cinema di Roma 2020. Il film è stato pubblicato sulla piattaforma Rai Play ed è stato trasmesso su Rai Uno il 14 febbraio 2021. Il film, presentato all'interno del contenitore Speciale Tg1 ha fatto registrare un ascolto di 826.000 spettatori pari ad uno share del 6.9%.

## Curiosità
Il ritratto della coppia utilizzato nella locandina del film è stato realizzato dal regista Paolo Virzì.